# Good! 애프터눈
《good! 애프터눈》(일본어: good!アフタヌーン 굿도 아후타눈[*], 굿! 애프터눈)은 코단샤가 발행하는 만화 잡지다.

## 역사
《good! 애프터눈》은 《월간 애프터눈》의 증간호로 2008년 11월 7일에 창간되었다. 간행 페이스는, 당초에는 격월간이었지만, 2012년 11월 7일 발매의 제25호에서 월간화되었다. 본지 《애프터눈》의 증간호로는 《애프터눈 시즌 증간》(1999년~2002년) 이후 6년 만이다. 《시즌 증간》이 중철 잡지였던 것에 반해, 《good! 애프터눈》은 평철 잡지다.
2014년 12호부터 아마존 재팬에서의 전자서적 Kindle판도 발매일에 같은 날 전달되게 되었다.
연재진은 후지시마 코스케, 타카하시 츠토무, 사무라 히로아키, 키무라 콘 등이 본지 《애프터눈》과 같이 참가하고 있으며, 같은 코단샤의 청년 만화 잡지 《이브닝》에서 연재를 한 이시카와 마사유키, 노나카 에이지 등 타지 출신(두 명 모두 《주간 영 매거진》계에서의 데뷔)의 작가 등이 참가했다.
단행본은 넓은 뜻에서 '애프터눈 KC' 레이블에 수록된다. 책 표지에 'good! AFTERNOON'이라고 기재된 로고 마크가 들어가 있어, 'good! AFTERNOON KC'와 서브 레이블명이 표지에 기재되어 있다(책에 따라서는 표지에 서브 레이블이 기재되어 있지 않은 경우도 있고, 대신 책 표지와 동일한 로고 마크가 있다). 'good AFTERNOON KC'로서는 2010년 2월 5일에 창간되었으며, 신간은 매월 5일경에 발매된다. 창간 제1탄은 《순결의 마리아》 등 8권이 발매되었다.